# Chi Cá lăng
Chi Cá lăng, tên khoa học Hemibagrus, là một chi cá da trơn (bộ Siluriformes) thuộc họ Cá lăng (Bagridae).
Các loài trong chi Hemibagrus sinh sống trong khu vực Đông Nam Á, Ấn Độ và Hoa Nam. Chúng được tìm thấy trong các lưu vực các con sông phía đông sông Hằng-sông Brahmaputra cũng như phía nam sông Dương Tử, và sự đa dạng loài lớn nhất có trong khu vực Sundaland.
Chi này chứa các loài cá da trơn có kích thước lớn. H. wyckioides là loài cá lăng to lớn nhất tại miền trung Đông Dương và có thể nặng tới 80 kg. Nó bao gồm các loài với đầu bẹp, các tấm khiên đầu nhăn nheo không được da che phủ, và các vây béo khá dài.
Tại Đông Nam Á, các loài cá lăng của chi Hemibagrus là một nguồn cung cấp protein động vật quan trọng.
Loài đã tuyệt chủng, H. major, được tìm thấy ở dạng hóa thạch có trong hệ động vật ao hồ thuộc thế Miocen trong khu vực ngày nay là Ban Nong Pia, tỉnh Phetchabun, Thái Lan.

## Các loài
Hiện tại người ta công nhận 45 loài thuộc chi này:
- Hemibagrus amemiyai (Sh. Kimura, 1934)
- Hemibagrus baramensis (Regan, 1906)
- Hemibagrus bongan (Popta, 1904)
- Hemibagrus camthuyensis V. H. Nguyễn, 2005: cá lăng Cẩm Thủy
- Hemibagrus caveatus H. H. Ng, Wirjoatmodjo & Hadiaty, 2001
- Hemibagrus centralus Đ. Y. Mai, 1978: cá lăng Quảng Bình
- Hemibagrus chiemhoaensis V. H. Nguyễn, 2005: cá lăng Chiêm Hóa
- Hemibagrus chrysops H. H. Ng & Dodson, 1999
- Hemibagrus divaricatus Ng & Kottelat, 2013: cá lăng sông Perak
- Hemibagrus dongbacensis V. H. Nguyễn, 2005: cá lăng đông bắc
- Hemibagrus filamentus (P. W. Fang & Chaux, 1949): cá lăng hầm
- Hemibagrus fortis (Popta, 1904)
- Hemibagrus furcatus H. H. Ng, Martin-Smith & P. K. L. Ng, 2000
- Hemibagrus gracilis P. K. L. Ng & H. H. Ng, 1995
- Hemibagrus guttatus (Lacépède, 1803): cá lăng chấm
- Hemibagrus hainanensis (T. L. Tchang, 1935)
- Hemibagrus hoevenii (Bleeker, 1846)
- Hemibagrus hongus Đ. Y. Mai, 1978: cá lăng sông Hồng
- Hemibagrus imbrifer H. H. Ng & Ferraris, 2000
- Hemibagrus johorensis (Herre, 1940)
- Hemibagrus lacustrinus Ng & Kottelat, 2013: cá lăng sông Danau Singkarak
- Hemibagrus macropterus Bleeker, 1870
- Hemibagrus maydelli (Rössel, 1964)
- Hemibagrus menoda (F. Hamilton, 1822): cá lăng Menoda
- Hemibagrus microphthalmus (F. Day, 1877): cá lăng đuôi đỏ, cá lăng đỏ, cá lăng nha đuôi đỏ
- Hemibagrus nemurus (Valenciennes, 1840): cá lăng vàng
- Hemibagrus olyroides (T. R. Roberts, 1989)
- Hemibagrus peguensis (Boulenger, 1894)
- Hemibagrus planiceps (Valenciennes, 1840): Cá chốt trắng
- Hemibagrus pluriradiatus (Vaillant, 1892)
- Hemibagrus punctatus (Jerdon, 1849)
- Hemibagrus sabanus (Inger & P. K. Chin, 1959)
- Hemibagrus semotus Ng & Kottelat, 2013: cá lăng sông Padas
- Hemibagrus songdaensis V. H. Nguyễn, 2005: cá lăng sông Đà
- Hemibagrus spilopterus H. H. Ng & Rainboth, 1999
- Hemibagrus taybacensis V. H. Nguyễn, 2005: cá lăng tây bắc
- Hemibagrus variegatus H. H. Ng & Ferraris, 2000
- Hemibagrus velox H. H. Tan & H. H. Ng, 2000
- Hemibagrus vietnamicus Đ. Y. Mai, 1978: cá huốt, cá quất
- Hemibagrus wyckii (Bleeker, 1858): cá lăng ki
- Hemibagrus wyckioides (P. W. Fang & Chaux, 1949): cá lăng nha

## Hình ảnh

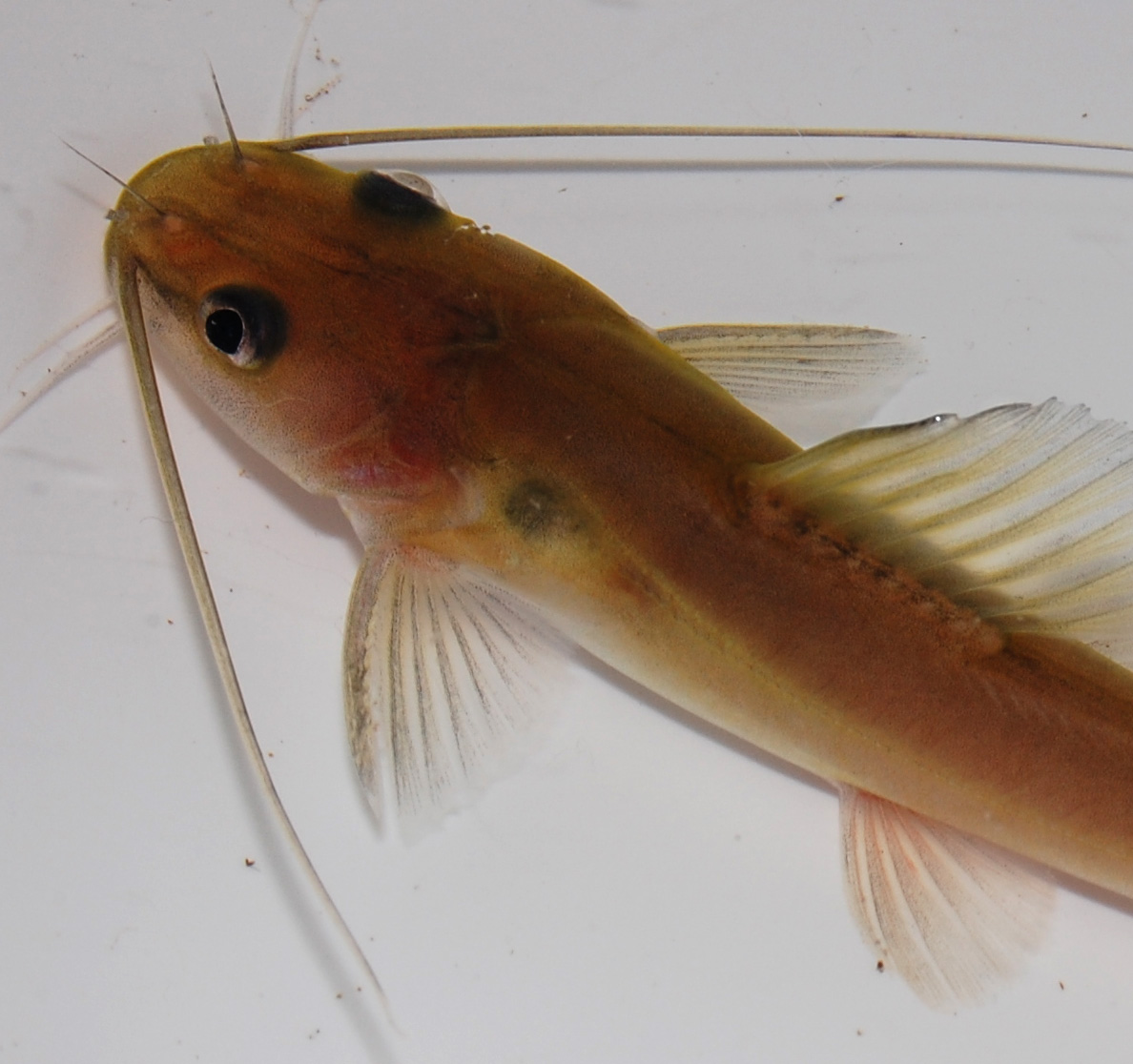
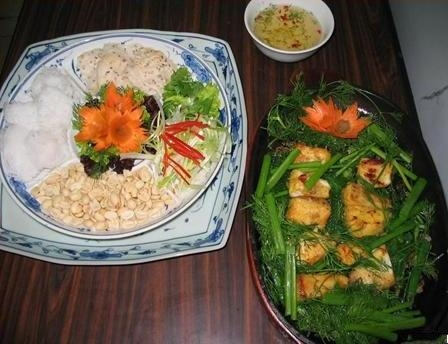